# Bão táp và xung kích
Bão táp và xung kích (tiếng Đức: Sturm und Drang, hay còn hiểu cụm từ này là Bão táp và thúc giục hoặc Bão táp và căng thẳng) là trào lưu nghệ thuật nổi bật của Đức ở thế kỷ XVIII và là một trong những trào lưu nghệ thuật nổi tiếng và quan trọng nhất của thời kỳ Khai sáng. Nhờ trào lưu này, nền nghệ thuật của Đức đã có bước tiến mạnh mẽ và ảnh hưởng lớn hơn đến nhiều nền nghệ thuật khác. Bão táp và xung kích diễn ra mạnh mẽ nhất trên các lĩnh vực văn học, kịch, âm nhạc và nghệ thuật thị giác. 

## Tên gọi
Tên gọi Sturm und Drang xuất phát từ vở kịch cùng tên của Friedrich Maximilian Klinger. 

## Thời giantồn tại
Bão táp và xung kích tồn tại trong khoảng từ năm 1767 đến năm 1785

## Mục đích
Báo táp và xung kích xuất hiện nhằm chống lại ảnh hưởng từ Pháp lên nghệ thuật Đức lúc bấy giờ.

## Tính chất
Bão táp và xung kích có những tính chất quan trong sau đây:
- Mang khuynh hướng dân tộc Đức[2].
- Mang tinh thần nhiệt tình, sôi nổi đúng như tên gọi (Điều này có thể thấy trong các tác phẩm của Johann Wolfgang von Goethe).
- Thường diễn tả những điều kinh hoàng (Biểu hiện nổi bật nhất có lẽ là âm nhạc của Christoph Willibald Gluck (màn Những nữ thần địa ngục trong Orpheus và Euridice, Joseph Haydn (các bản giao hưởng số 44 và 49) và Wolfgang Amadeus Mozart (màn trong hầm mộ của Lucio Silla và màn 2, cảnh 24 của Don Giovanni[3])).

## Nghệ thuật thị giác
Phong trào song song trong nghệ thuật thị giác có thể được chứng kiến trong các bức họa vẽ những cảnh bão tố và tàu chìm cho thấy sự kinh hoàng và sư phá hủy phi lý của thiên nhiên. Những tác phẩm thời tiền lãng mạn thì rất được ưa chuộng ở Đức từ thập niên 1760 kéo dài tới thập niên 1780, cho thấy sự tiếp nhận của quần chúng đối với những tác phẩm nghệ thuật đầy khiêu khích gây xúc cảm, những cảnh tượng làm xáo trộn, và những mô tả các cơn ác mộng đã được tiếp nhận ở Đức mà bằng chứng là việc sở hữu và khâm phục của Goethe đối với những bức tranh của Fuseli mà có thể 'làm cho người xem hoảng sợ'. Những họa sĩ đáng nhắc tới gồm có Joseph Vernet, Caspar Wolf, Philip James de Loutherbourg, và Henry Fuseli.

## Ý nghĩa

### Đối với Đức
Bão táp và xung kích là trào lưu nghệ thuật đã đưa nghệ thuật Đức lên tầm cao mới. Từ chỗ còn khá mờ nhạt trong nền nghệ thuật chung của châu Âu, dù cho có những nhân vật nghệ thuật xuất sắc đó trước như Walther von der Vogelweide, Wolfram von Eschenbach, Albrecht Dürer, Heinrich Schütz, Johann Pachelbel, Georg Philipp Telemann, Johann Sebastian Bach, George Frideric Handel, nền nghệ thuật Đức thực sự nảy nở trên nhiều lĩnh vực. Bão táp và xung kích có một vai trò quan trọng trong việc thống nhất các nền nghệ thuật giữa Phổ với các quốc gia Đức thuộc Đế quốc La Mã Thần thánh.

### Đối với thế giới
Bão táp và xung kích cũng ảnh hưởng không nhỏ đến thế giới. Tiêu biểu cho ảnh hưởng đó có thể kể đến các tác phẩm của Johann Wolfgang von Goethe, Friedrich Schiller, Christoph Willibald Gluck, Joseph Haydn, Wolfgang Amadeus Mozart.

## Một số nhân vật nổi bật
- Christoph Willibald Gluck (1714-1787)
- Johann Georg Hamann (1730-1788)
- Joseph Haydn (1732-1809)
- Johann Gottfried Herder (1744-1803)
- Heinrich Leopold Wagner (1747-1779)
- Johann Wolfgang von Goethe (1749-1832)
- Jakob Michael Reinhold Lenz (1751-1792)
- Johann Anton Leisewitz (1752-1806)
- Friedrich Maximilian Klinger (1752-1831)
- Wolfgang Amadeus Mozart (1756-1791)